# Nuno Magalhães
Nuno Miguel [de] Miranda de Magalhães (Luanda, Angola, 4 de março de 1972) é um advogado e deputado português, eleito deputado nas listas do CDS-PP nas X, XI, XII e XIII legislaturas e tendo sido líder da bancada parlamentar deste partido.

## Biografia
Licenciado em Direito, é advogado desde 1996.
Ocupou, de entre outros cargos, Consultor Jurídico do Grupo Parlamentar do CDS-PP de Novembro de 2000 até 8 de Abril de 2002, tendo exercido funções nas áreas do Trabalho e Segurança Social, Imigração e Segurança Interna, Presidente da Comissão Política Distrital do CDS-PP de Setúbal, até Junho de 2005 e Deputado da Assembleia da República, na X Legislatura, eleito pelo Círculo Eleitoral de Setúbal.
Pertenceu a algumas comissões parlamentares, tais como: Comissão de Assuntos Constitucionais, Direitos, Liberdades e Garantias (CACDLG) e Comissão de Negócios Estrangeiros e Comunidades Portuguesas (CNECP).
Tem ligações à Maçonaria, participando em eventos da Grande Loja Simbólica de Portugal, a que pertence a sua mulher.